# Kasimir I. (Oppeln-Ratibor)

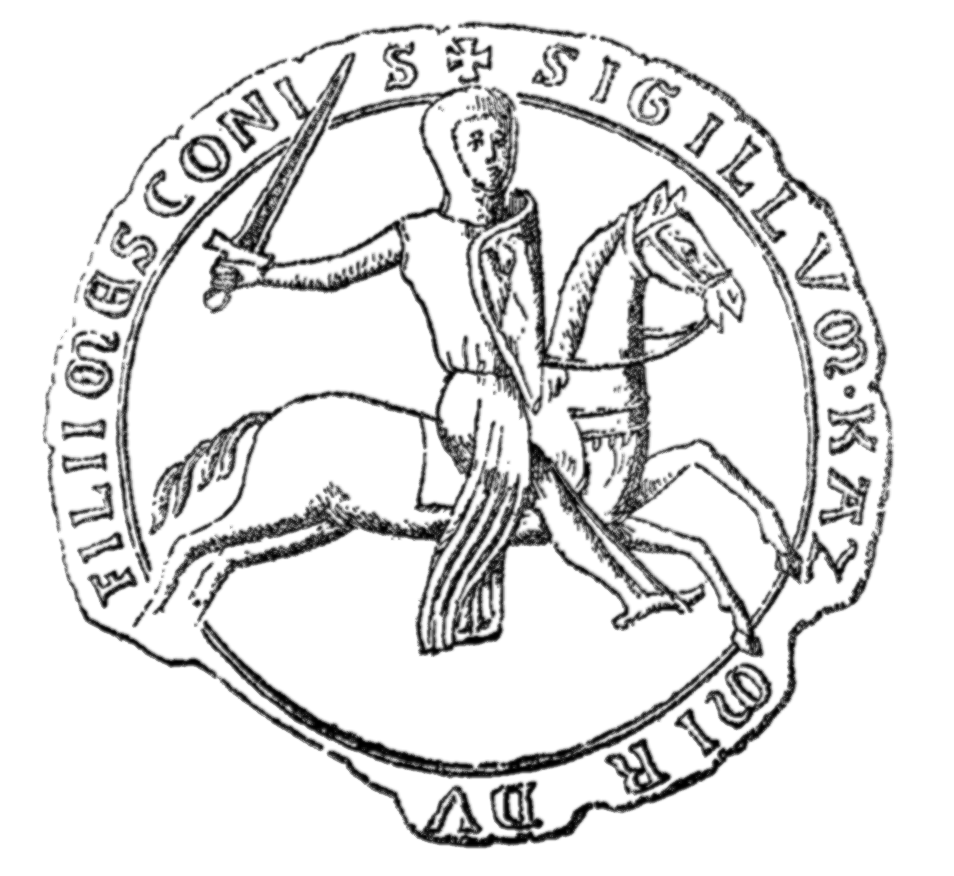
Siegel des Herzogs Kasimir I.

Kasimir I. von Oppeln, auch Kasimir I. von Oppeln-Ratibor;  polnisch Kazimierz I opolski; tschechisch Kazimír I. Opolský (* 1178 oder 1179; † 13. Mai 1230), war 1211 bis 1230 Herzog von Oppeln-Ratibor. Er entstammte dem Oppelner Zweig der Schlesischen Piasten.

## Herkunft und Familie
Kasimir war der einzige Sohn des Herzogs Mieszko I. von Ratibor-Oppeln und der Ludmilla († 1211), die vermutlich eine Přemyslidin war. Sie wird als die Gründerin des Rybniker Prämonstratenserklosters angesehen, das 1228 von Herzog Kasimir nach Czarnowanz verlegt wurde. Nach 1212 vermählte sich Kasimir mit Viola von Bulgarien. Der Ehe entstammten die Kinder
- Mieszko II. († 1246)
- Wladislaus I. von Oppeln († 1281)
- Wenzeslawa († nach 1230)
- Euphrosine († 1292), verheiratet seit 1257 mit Herzog Kasimir I. von Kujawien († 1267), in zweiter Ehe mit Herzog Mestwin II. von Pommerellen.

## Leben
Kasimir folgte 1211 seinem verstorbenen Vater Mieszko I. als Herzog von Oppeln-Ratibor und residierte vermutlich als erster Herzog in Oppeln. Vor 1217 berief er nach Oppeln und Ratibor Zuwanderer (hospites) aus dem Westen, denen er bestimmte Privilegien und Rechte nach deutschem und flämischem Recht gewährte. Diese wiederum erteilte er 1217 auch den adeligen Besitzern des Marktes Leschnitz. 1222 erlaubte Kasimir dem Breslauer Bischof Lorenz die Ansiedlung von Deutschen im bischöflichen Gebiet von Ujest. Mit einer 1225 ausgestellten Gründungsurkunde verlieh er den deutschen Siedlern von Kostenthal jene Privilegien, wie sie bereits die Bürger von Zülz hatten. 1226 beurkundete er auf Bitten des Breslauer Bischofs der Stadt Rosenberg deren alte Zollsatzung. Im selben Jahr bestätigte er dem Kloster Leubus die Schenkung von 1000 Hufen, die Herzog Jaroslaus zwischen den Flüssen Hotzenplotz und Straduna den Zisterziensern aus Pforta geschenkt hatte. Die neuerliche Schenkung wurde dadurch erforderlich, weil nach Jaroslaws Tod 1201 dessen Vater Boleslaus, der kurze Zeit später ebenfalls starb, die Zisterzienser zum Verzicht auf das Gebiet bewog. Sein Nachfolger, Kasimirs Vater Mieszko, bestätigte zwar die Schenkung, verweigerte jedoch die Herausgabe der 1000 Hufen. 1228 vergab Kasimir das Dorf Falkenberg seinem Palatin Clemens und dessen Bruder Virbecha, die dafür Bauleistungen an der Oppelner Burg zu erbringen hatten.
Kasimir starb 1230. Die Vormundschaft über seine minderjährigen Kinder übernahm Herzog Heinrich I., der damit seine Macht wiederum auf ganz Schlesien ausdehnen konnte. Kasimirs Witwe Viola wies er die Gebiete von Kalisch und Ruda an.